# SPRING SG
SPRING SG ist das nationale Normungsbüro von Singapur und vertritt die dortigen Interessen bei ISO in der internationalen Normungsarbeit.